# Stenopsyche dentigera
Stenopsyche dentigera är en nattsländeart som beskrevs av Georg Ulmer 1932. Stenopsyche dentigera ingår i släktet Stenopsyche och familjen Stenopsychidae. Inga underarter finns listade i Catalogue of Life.